# Souvenirs de Rabbit
Souvenirs de Rabbit  (titre original en anglais : Rabbit Remembered) est un roman court de l'écrivain américain John Updike publié originellement le 27 novembre 2001 aux États-Unis dans le recueil de nouvelles Licks of Love. Il parait en français le 26 août 2005 aux éditions du Seuil dans le recueil Solos d'amour. 

## Écriture du roman
Souvenirs de Rabbit constitue l'ultime épisode du cycle Rabbit mettant en scène le devenir des enfants du personnage Harry « Rabbit » Angstrom au tournant des années 2000.

## Éditions
- Rabbit Remembered dans Licks of Love, Ballantine Books, 2001  (ISBN 978-0345442017).
- Souvenirs de Rabbit dans Solos d'amour, éditions du Seuil, 2005  (ISBN 978-2020491327)